# NGC 39
NGC 39 (de asemenea cunoscută și ca UGC 114, MCG 5-1-52, ZWG 499.76 sau PGC 852) este o galaxie spirală din consteleția Andromeda. A fost descoperită în anul 1790.